# Levittown (New York)
Levittown ist ein Vorort von New York City und ein Hamlet der Town of Hempstead im Nassau County. Levittown liegt an der Südküste von Long Island im Bundesstaat New York in den Vereinigten Staaten. Sie ist keine eigenständige Gemeinde und wird als Census-designated place geführt.
Als erste und eine der größten in Massenproduktion hergestellten Vorstädte wurde Levittown schnell zu einem Symbol der Nachkriegsvorstädte. Obwohl Levittown erschwingliche Häuser in einer von vielen Bewohnern als angenehm empfundenen Gemeinschaft bot, kritisierten Kritiker seine Homogenität, Fadheit und rassische Exklusivität (der ursprüngliche Mietvertrag verbot die Vermietung an Nicht-Weiße). Heute wird Levittown als Synonym verwendet, um übermäßig homogene Vororte zu beschreiben, die weitgehend aus identischen Häusern bestehen.

## Geschichte
Levittown hat seinen Namen von seinem Erbauer, der von Abraham Levitt am 2. August 1929 gegründeten Firma Levitt & Sons, die den Stadtteil zwischen 1947 und 1951 als geplante Gemeinde für heimkehrende Veteranen des Zweiten Weltkriegs errichtete. Die Söhne William und Alfred dienten als Präsident der Firma bzw. als leitender Architekt und Planer. Levittown war die erste wirklich in Massenproduktion hergestellte Vorstadt und gilt weithin als Vorbild für die Nachkriegsvorstädte im ganzen Land. Sie wurde mit einer standardisierten Methode innerhalb von wenigen Jahren errichtet. William Levitt, der 1954 die Kontrolle über Levitt & Sons übernahm, gilt als Vater der modernen Vorstadt in den Vereinigten Staaten. Levitt & Sons vermietete und verkaufte nicht an Afroamerikaner.

## Demografie
Laut der Volkszählung von 2010 leben in Levittown 51.881 Menschen. Die Bevölkerung teilt sich im selben Jahr auf in 74,3 % Weiße, 1,2 % Afroamerikaner, 7,5 % Asiaten, und 2,7 % mit zwei oder mehr Ethnizitäten. Hispanics oder Latinos aller Ethnien machten 15,5 % der Bevölkerung von Levittown aus. Das mittlere Haushaltseinkommen lag bei 124.995 US-Dollar und die Armutsquote bei 5,0 %.

### Einwohnerentwicklung
| 1960   | 1970   | 1980   | 1990   | 2000   | 2010   |
| ------ | ------ | ------ | ------ | ------ | ------ |
| 65.276 | 65.440 | 57.045 | 53.286 | 53.063 | 51.881 |

## Söhne und Töchter
- Richard C. Breeden (* 1949), Rechtsanwalt, Politiker, Wirtschaftsmanager und Diplomat
- Barbara Crampton (* 1958), Schauspielerin und Scream Queen
- John Elefante (* 1958), Sänger, Musiker und Produzent
- Tom Kapinos (* 1969), Drehbuchautor und Fernsehproduzent
- Mary Rosenblum (1952–2018), Autorin von Science-Fiction- und Detektivgeschichten